# Roobe
Roobe – wieś w Estonii, prowincji Valga, w gminie Helme.